# Cantonul Spincourt
Cantonul Spincourt este un canton din arondismentul Verdun, departamentul Meuse, regiunea Lorena, Franța.

## Comune
- Amel-sur-l'Étang
- Arrancy-sur-Crusne
- Billy-sous-Mangiennes
- Bouligny
- Dommary-Baroncourt
- Domremy-la-Canne
- Duzey
- Éton
- Gouraincourt
- Loison
- Mangiennes
- Muzeray
- Nouillonpont
- Pillon
- Rouvrois-sur-Othain
- Saint-Laurent-sur-Othain
- Saint-Pierrevillers
- Senon
- Sorbey
- Spincourt (reședință)
- Vaudoncourt
- Villers-lès-Mangiennes